# Curgos (distrito)
Curgos é um distrito do Peru, departamento de La Libertad, localizada na província de Sánchez Carrión.

## Transporte
O distrito de Curgos é servido pela seguinte rodovia:
- PE-10B, que liga a cidade de Chugay ao distrito de Huicungo (Região de San Martín) [1][2][3]